# Еріставі Давид
Давид Георгійович Еріставі (груз. დავით ერისთავი; 28 серпня (9 вересня) 1847, Хідіставі — 23 жовтня (11 жовтня) 1890, Тифліс) — грузинський драматург, режисер, публіцист.

## Біографія
З 1867 по 1871 рік навчався в Одеському університеті, а потім — в Медичній академії в Петербурзі, освіти не завершив.
З 1871 року — співробітник газет «The Times», «Тифлисский Вісник» і «Фаланга», 1882 — редактор газети «Кавказ». Писав вірші і фейлетони.
Був цінителем і популяризатором особистості і творчості О. Грибоєдова. У 1877 році зіграв роль Чацького в комедії «Горе від розуму». 28 січня 1879 на вечорі, присвяченому 50-річчю від дня смерті О. Грибоєдова, виступив з доповіддю про життя письменника. У тому ж році цей виступ було надруковано окремою книжкою. Коли в тифлисской гімназії була заснована стипендія імені О. Грибоєдова Д. Еріставі виступив організатором численних заходів (спектаклі, бал-маскаради, публічні лекції) з метою зібрання суми, необхідної для стипендії.
Переклав грузинською мовою твори М. Лермонтова, М. Некрасова, В. Гюго та інших письменників.
Один з ініціаторів створення Грузинського драматичного товариства. Виступав на сцені, був відомий як один з кращих декламаторів.
У 1930 році перепохований в Пантеоні Мтацминда.
1. 1 2  Pas L. v. Genealogics — 2003.